# Vestiges des Remparts de Nevers

## Localisation
Les vestiges des Remparts témoignent des anciens remparts de la ville, situés à Nevers, en France.
Adresse : rue de la Fontaine

## Architecture
Les vestiges d'un ensemble fortifié, témoin des anciens remparts d'une rue composée d'escaliers.

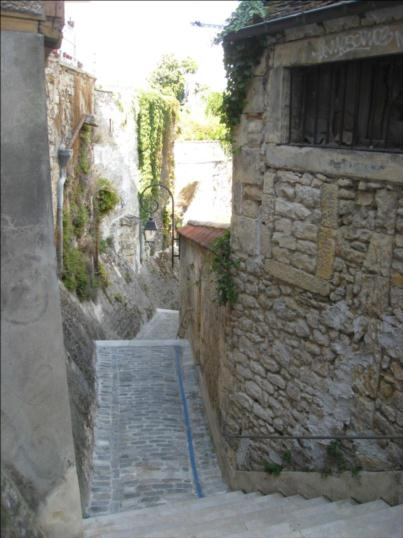
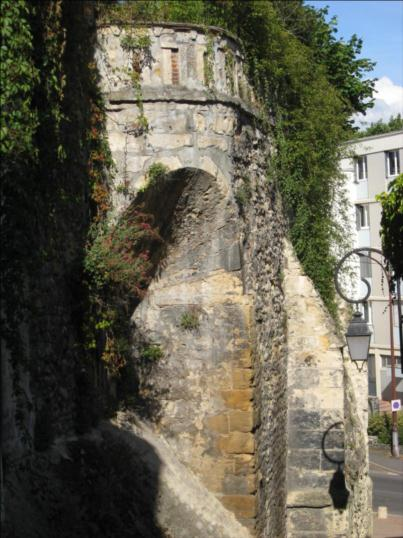